# Abán
Abán es el octavo mes del calendario persa, vigente en Irán y Afganistán. Tiene una duración de 30 días, de los que el primero suele coincidir con el 23 de octubre del calendario gregoriano, si bien la intercalación de un día cada cuatro años provoca variaciones de uno o dos días a este respecto. El 1 de abán de 1391, año kabisé (bisiesto) coincidió con el 22 de octubre de 2012. Un año después, el 1 de abán de 1392 coincidirá con el 23 de octubre de 2013. Abán es el segundo de los tres meses de otoño. Lo precede mehr y lo sigue azar.
En Afganistán, abán recibe el nombre árabe de aqrab (عقرب, Escorpio), término corriente también en la astrología tradicional del mundo islámico. Otros pueblos iranios que usan el calendario persa llaman este mes jezeluer (خەزەڵوەر, en kurdo), laram (لړم, en pastún), etc.
Efemérides que se computan respecto al calendario persa y ocurren en el mes de abán son la antigua fiesta persa de Abanegán (آبانگان, fiesta de Anahita el día 10), y la fiesta de mediados de otoño, el día 15.